# 590 تومايرس
تومايرس, هو الكويكب رقم 590 الذي تم اكتشافه من قبل عالم الفلك ماكس ولف من مرصد هايدلبرغ وكان ذلك في 4 مارس من عام 1906 في ألمانيا.